# Alpenverein Südtirol
Der Alpenverein Südtirol (AVS) entstand am 14. Juni 1946 und versteht sich als Vereinigung der Bergsteiger deutscher und ladinischer Muttersprache in Südtirol (Leitbild AVS, 2001). Er hat seinen Sitz in Bozen.
Der AVS versteht sich als Bergsteigerverein, Naturschutzverein und Kulturverein; er unterhält Schutzhütten, Biwakschachteln, Selbstversorgerheime und über 9500 km Wanderwege.
Der Verein ist Mitglied im Club Arc Alpin (CAA), seit 2018 in der European Union of Mountaineering Associations (EUMA), seit 1974 UIAA-Mitglied sowie Mitglied des multilateralen Abkommens Gegenrecht auf Hütten.
AVS-Mitglied Reinhold Messner ist seit 2016 UIAA-Ehrenmitglied.

## Geschichte
Ursprünglich waren die Südtiroler Alpenvereinssektionen Mitglieder im Deutschen und Österreichischen Alpenverein. Bereits 1869 wurden in Bozen und im Hochpustertal (Niederdorf) die ersten Südtiroler Sektionen im damaligen Deutschen Alpenverein gegründet. Bis 1910 folgten im mittlerweile vereinten Deutsch- und Österreichischen Alpenverein weitere 15 Sektionen. Sie leisteten mit dem Bau von 19 Schutzhütten, der Errichtung eines weitreichenden Wegenetzes und der Ausbildung von Bergführern einen wesentlichen Beitrag zur touristischen Erschließung der Alpen. Nach dem Ende des Ersten Weltkriegs und der Annexion Südtirols durch Italien wurde im Sommer 1923, bereits im Zeichen der vom faschistischen Regime vorangetriebenen Italianisierungskampagne, der gesamte Besitz der AV-Sektionen in Südtirol enteignet und der Verein verboten. Erst am 31. Dezember 1945 nach Ende des Zweiten Weltkriegs wurde von der Alliierten Militärverwaltung die Gründung des „Alpenvereins Südtirol“ erlaubt. Die Gründungsversammlung erfolgte am 14. Juni 1946 in Bozen.

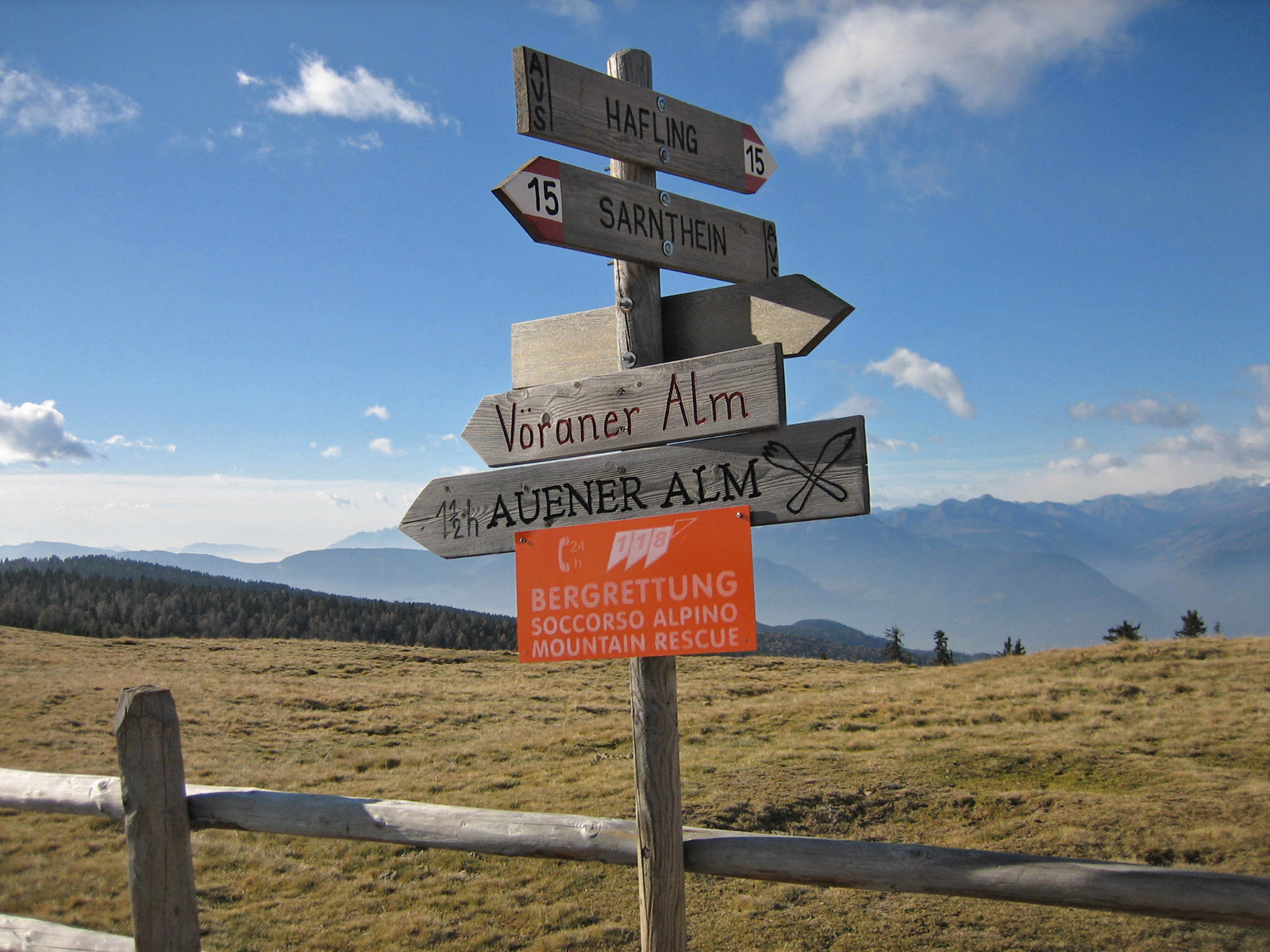
AVS-Wegweiser auf dem Tschögglberg

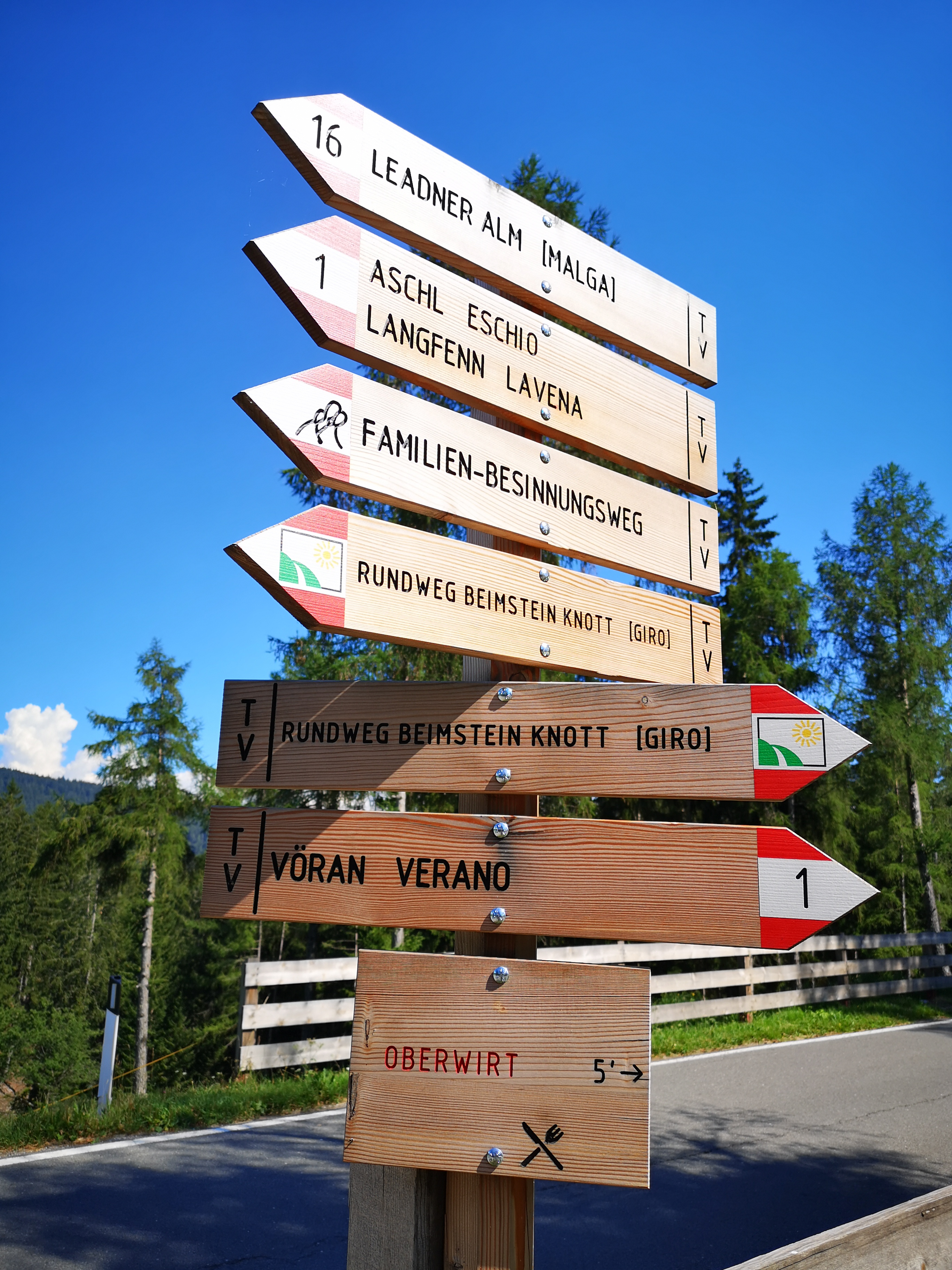
Zweisprachige Wanderwegweiser des AVS (2022)

1948 wurde in Südtirol der Bergrettungsdienst (BRD) ins Leben gerufen. Der BRD ist heute ein selbständiger Mitgliedsverein im AVS, wo sich ehrenamtlich erfahrene Bergsteiger finden, um in Bergnot geratenen Menschen zu helfen. Auf ganz Südtirol verteilt sind 34 Rettungsstellen mit über 730 aktiven Bergrettern und über 30 Lawinenhundeführern mit ihren Suchhunden.

## Präsidenten des AVS
| Amtszeit 1 | Präsident          |
| ---------- | ------------------ |
| 1946–1970  | Hanns Forcher-Mayr |
| 1971–1990  | Gert Mayer         |
| 1991–2009  | Luis Vonmetz       |
| 2009–      | Georg Simeoni      |